# Bola de Berlim

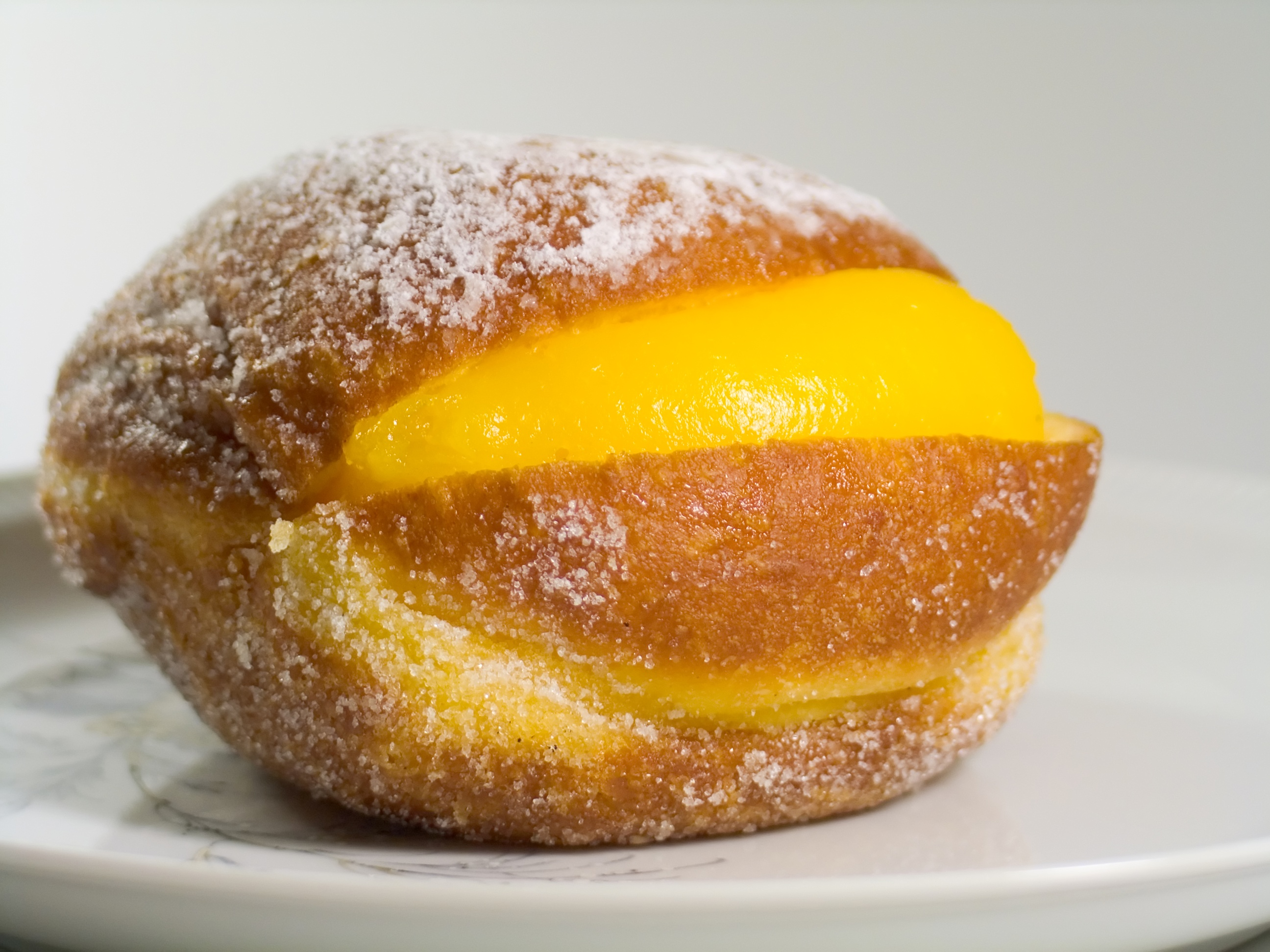
Bola de Berlim portuguesa.

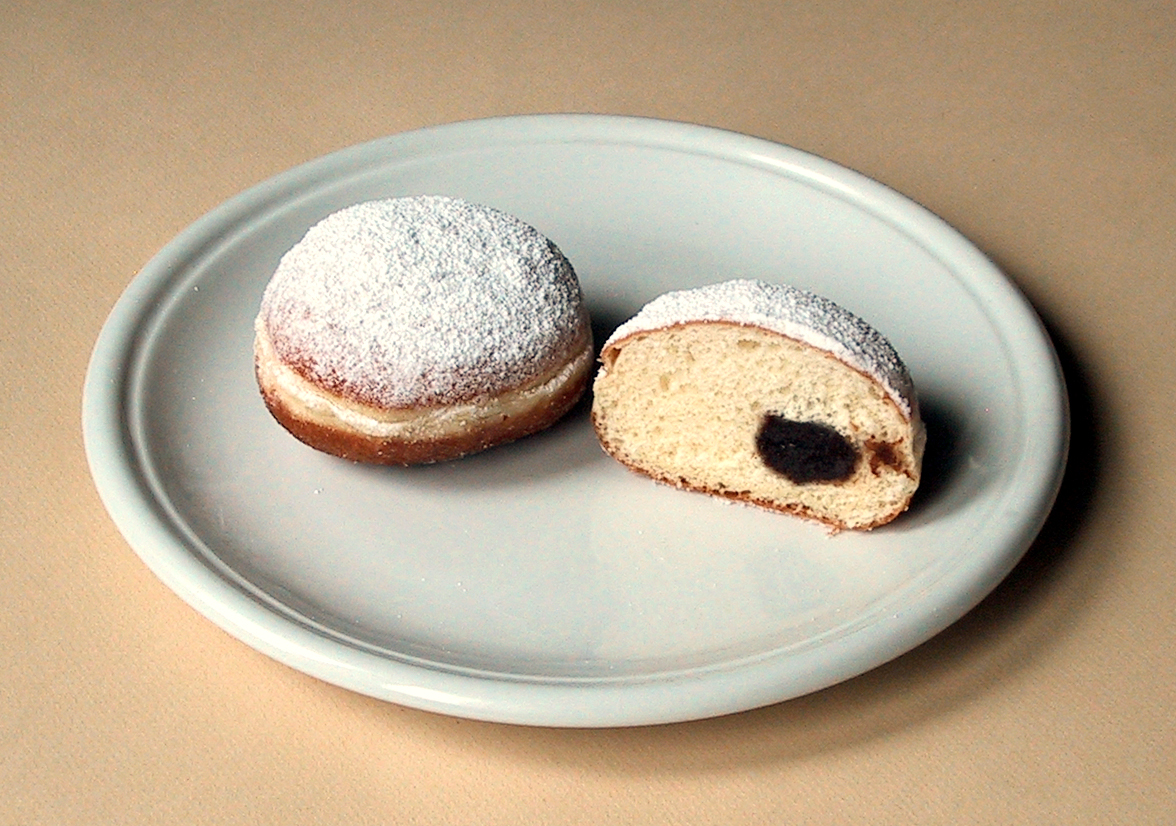
Berliner, bola de Berlim alemã.

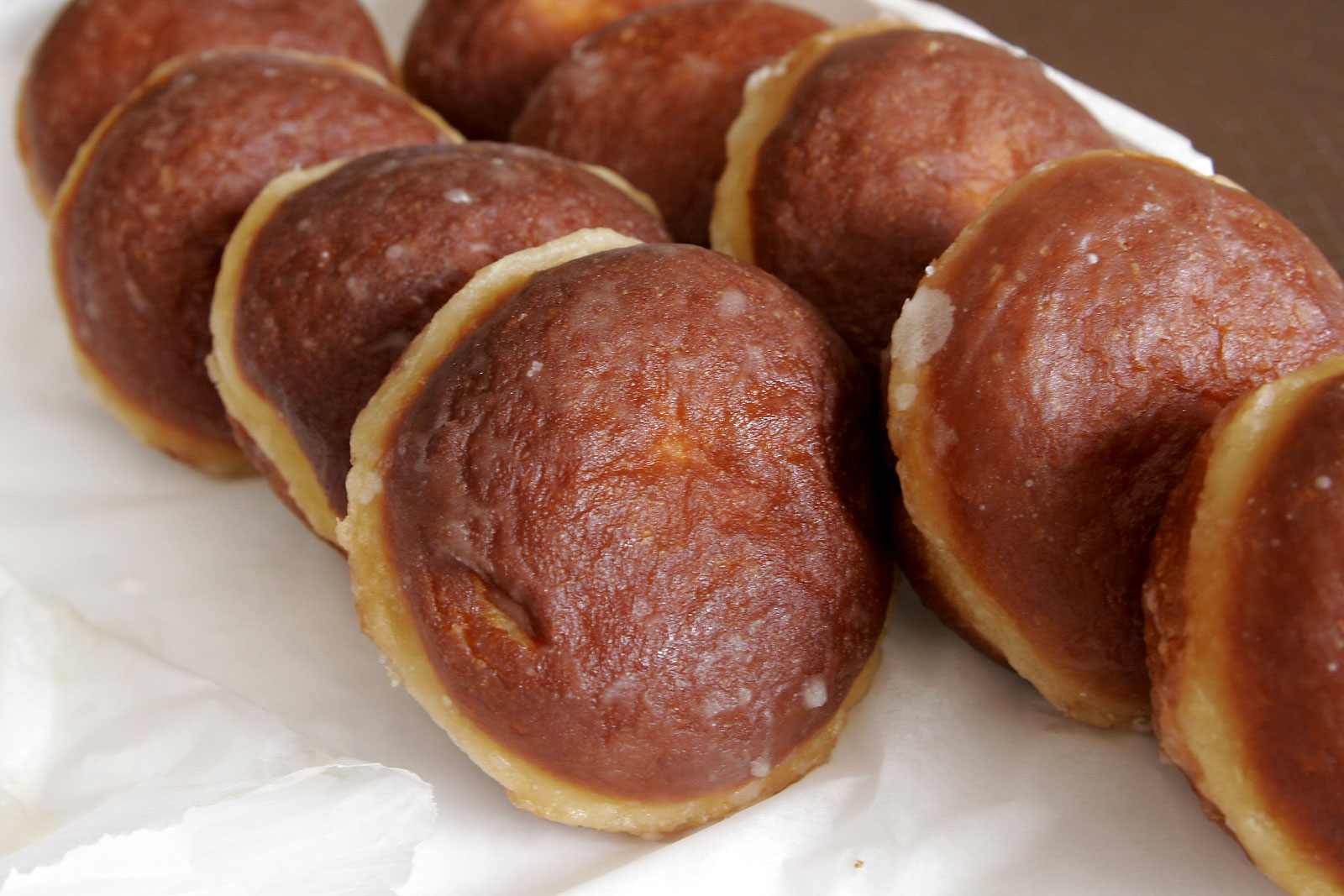
Pączki, bola de Berlim da Polónia.

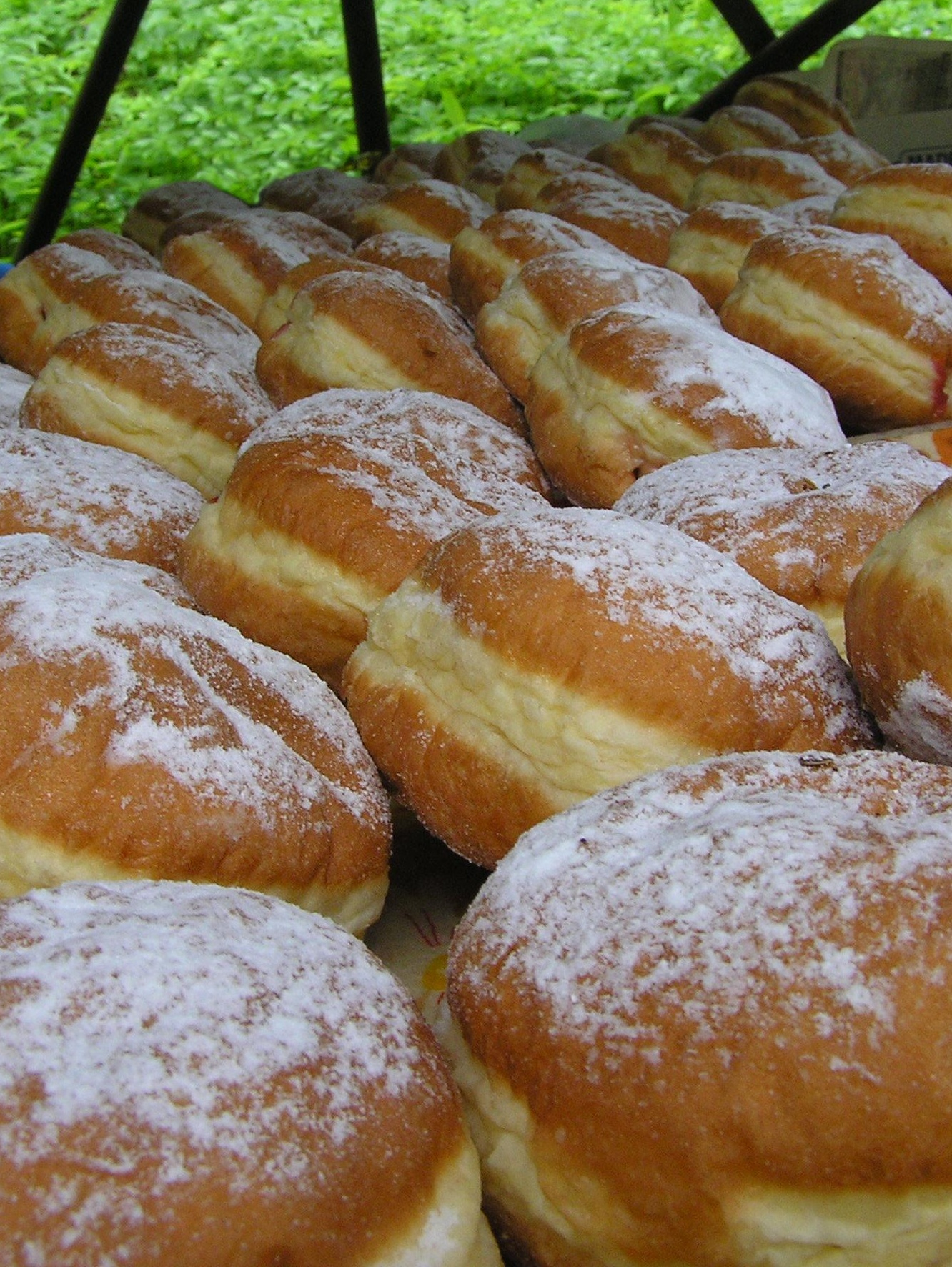
Kobliha, da República Checa.

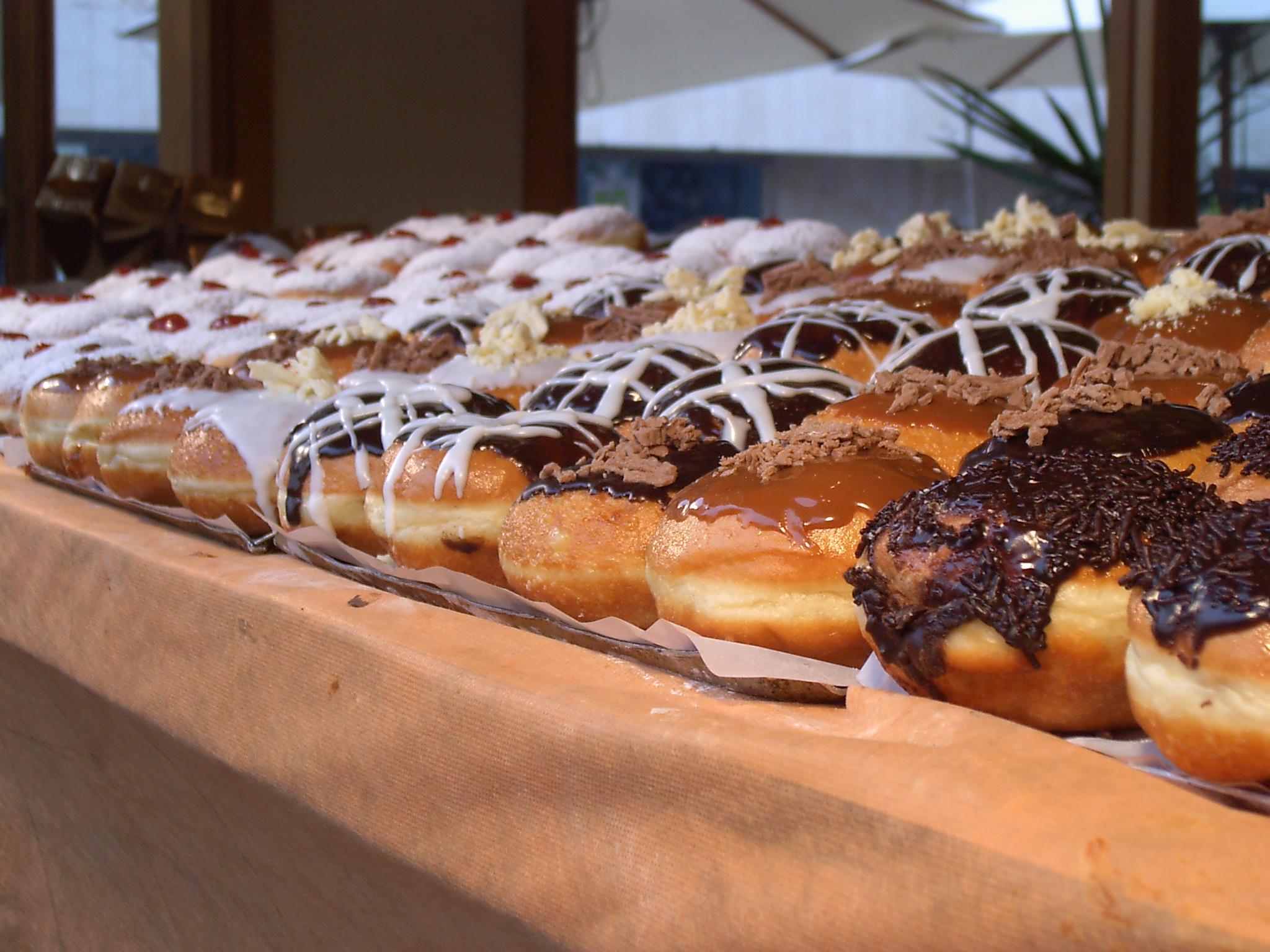
Sufganiyah (סופגניה), bola de Berlim de Israel.

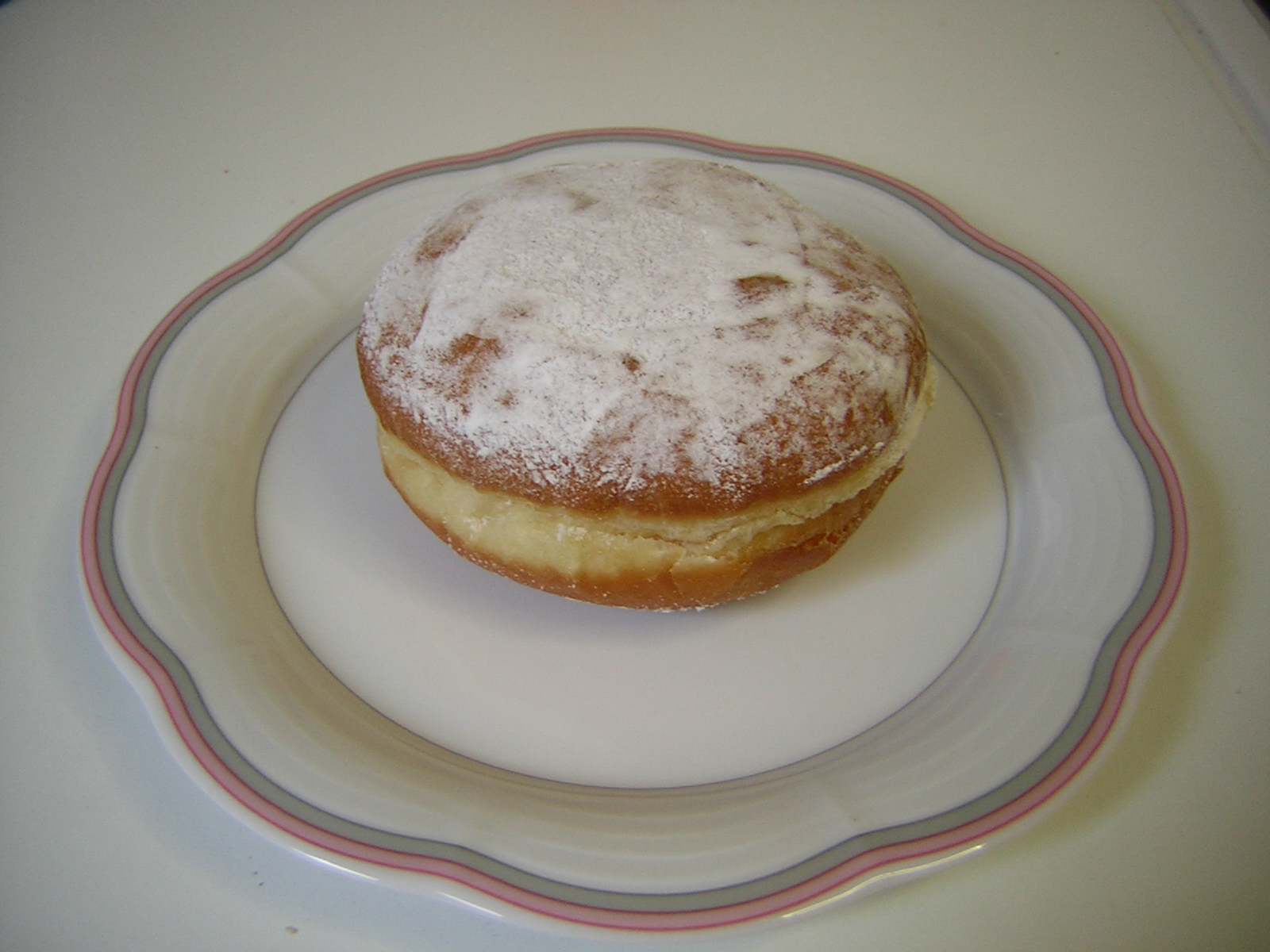
Krapfen, na Itália e na Áustria

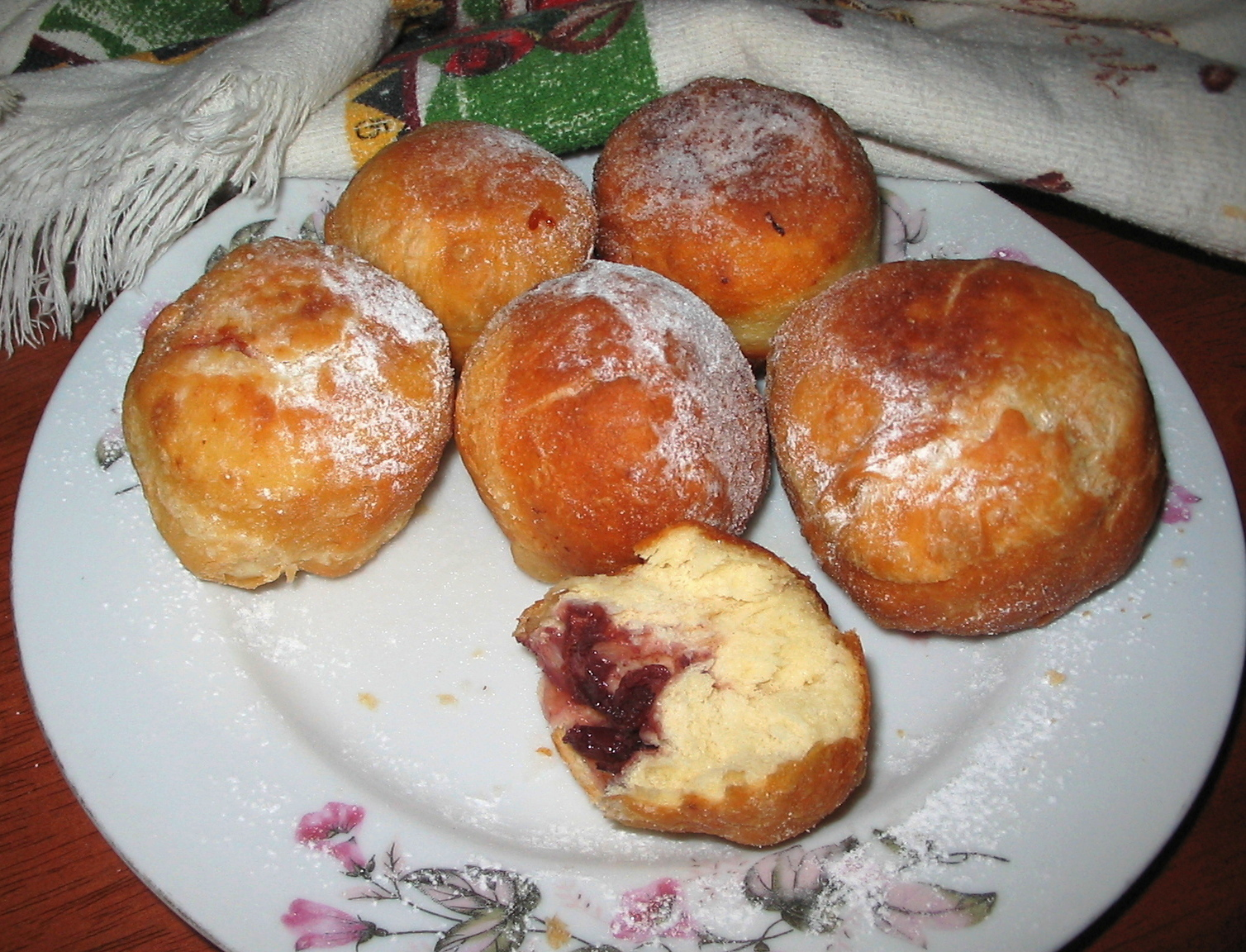
Пампушки (pampúchqui), na Ucrânia

A bola de Berlim (português europeu) ou sonho (português brasileiro) é um bolo tradicional da culinária alemã, cuja receita chegou a Portugal durante a Segunda Guerra Mundial pela mão de refugiados judeus, tornando-se um sucesso imediato.

## Em Portugal
Em Portugal é polvilhada com açúcar, mas enquanto a Berliner é guarnecida com doces principalmente vermelhos (morango, framboesa, etc.), a bola de Berlim é tradicionalmente recheada com um doce amarelo chamado creme pasteleiro, através de um golpe lateral, sendo sempre visível.
As bolas de Berlim são fritas, podendo depois ser recheadas com o creme pasteleiro ou não (com creme ou sem creme). As suas congéneres alemãs têm um diâmetro um pouco menor e são normalmente polvilhadas com açúcar em pó.
Em 2023, as bolas de Berlim são o terceiro bolo mais consumido em Portugal com uma média de cerca de 250 mil por dia.
Inicialmente existiam apenas com creme e sem creme, nos dias de hoje as variações são muitas. Existem as de chocolate, doce de morango, chocolate branco e até de alfarroba, que lhe dão um aspeto mais escuro.
São muito consumidas nas praias, vendidas por vendedores ambulantes.

## No Brasil
No Brasil, são conhecidas como sonho. Sua comercialização começou na década de 1920 em padarias de São Paulo, com o aproveitamento das sobras das massas de pão. São apresentadas recheadas, geralmente com creme pasteleiro, chocolate ou doce de leite.

## Na Alemanha e no mundo
A versão alemã da bola de Berlim é denominada Berliner Pfannkuchen (bolo berlinense de frigideira), Berliner Ballen (bola de Berlim) ou simplesmente Berliner (berlinense), fora de Berlim. É confeccionada com uma farinha doce com fermento, frita em óleo ou outra gordura, recheada com compotas e polvilhada com açúcar em pó. Por vezes, são também recheadas com chocolate, champanhe ou licor advocaat, ou apresentadas sem qualquer recheio. O recheio é injectado com uma seringa grossa, após a fritura, não sendo visível antes de o bolo ser trincado ou partido.
Para além dos nomes referidos, existem ainda outras variações regionais de bolas de Berlim na Alemanha. Apesar de a maior parte das regiões as chamarem Berliner (Ballen), os habitantes de Berlim, Brandemburgo e da Saxónia conhecem-nas como Pfannkuchen, designação utilizada no resto do país para panquecas.
Em certas zonas do sul e do centro da Alemanha, assim como em grande parte da Áustria, são conhecidas como Krapfen. Em Hesse, são designadas como Kreppel e na Renânia-Palatinado como Fastnachtsküchelchen ("bolinhos de carnaval").
O nome Bismarck, em homenagem ao chanceler alemão Otto von Bismarck, também já foi utilizado. Em outras regiões da Áustria, são conhecidas como cruller. Na Eslovénia, chamam-lhes krof, enquanto que na Croácia, na Bósnia e Herzegovina e na Sérvia as chamam Krafne. Na Polónia, são designadas como Pączki. Todas estas variedades são essencialmente idênticas. Os polacos têm por tradição comer Pączki na quinta-feira que antecede as celebrações carnavalescas. Na República Checa, são conhecidas como Kobliha.
Nos países de língua inglesa, são conhecidas genericamente como doughnuts e são normalmente recheadas com compota. Nos Estados Unidos, são sobretudo conhecidas como Bismarcks. Na Austrália, o termo berliner também é utilizado, sendo o recheio aplicado após um corte transversal.
Na França, são conhecidas como Boules de Berlin. Mais a norte, na Finlândia, são designadas como Hillomunkki ("bolos de marmelada") ou Berliininmunkki, possuindo neste último caso uma cobertura de açúcar vitrificado. Na cidade de Turku, no sul do país, são conhecidas como Piispanmunkki ("bolos do bispo").
Na Itália, são conhecidas como krapfen, na região do Tirol Meridional, no norte do país, e como bomba ou bombolone no centro e sul do país. A tradição deste doce foi introduzida na Itália por influência austríaca, existindo duas interpretações sobre a origem do nome. A primeira indica que a palavra alemã antiga "krafo" (fritura) teria dado origem a krapfen, enquanto que a segunda aponta para que uma certa Sra. Krapfen, pasteleira vienense do fim do século XVII, tenha sido a autora de uma receita deste doce, dando assim origem ao nome. Na cidade de Turim, as bolas de Berlim são também consideradas  doces de Carnaval, podendo ser recheadas com compotas de ameixa e de alperce.
Em Israel, são conhecidas como Sufganiyah (סופגניה, em língua hebraica), sendo consumidas na festa judaica de chanucá.
Na Hungria, as bolas de Berlim são conhecidas como farsangi fánk.
Na Argentina e no Uruguai, são conhecidas como borlas de fraile, sendo recheadas com diversos doces e cremes e consumidas à hora do desjejum ou como acompanhamento do chimarrão.  No Chile, são conhecidas como berlines. Foram introduzidas na América do Sul por imigrantes alemães, tendo-se tornado parte das culinárias nacionais locais.
Na Ucrânia, as bolas de Berlim são designadas como Пампушки (pampúchqui), podendo ser recheadas com cereja e polvilhadas com açúcar. Quando não recheadas, podem também servir de acompanhamento da sopa borsht.